# Klaus Riskær Pedersen
Klaus Riskær Pedersen (født 24. april 1955 i København) er en dansk partileder, iværksætter, erhvervsmand, og forfatter. Han har flere domme for bedrageri og mandatsvig med fængselsstraffe til følge. Riskær er tidligere europaparlamentsmedlem for Venstre og dannede i 2018 sit eget parti, som også har navnet Klaus Riskær Pedersen, senere Borgerlisten. Riskær har udviklet, opbygget og solgt en snes virksomheder igennem 30 år. Hans karriere har været kontroversiel, og hans forskellige forsøg på en karriere i dansk politik og hans forretningseventyr, herunder konkurser, retssager, fængselsdomme og -ophold, har været fyldigt omtalt i medierne.
Han har bl.a. grundlagt tidsskriftet Børsinformation, medgrundlægger af radiokanalen The Voice og tv-stationen Kanal 2, der brød DR's monopol, været ejer af Accumulator Invest og De Bergske Blade.

## Baggrund
Klaus Riskær Pedersen blev født den 24. april 1955 i København som søn af kunstner, forfatter og modstandsmand Knud Pedersen og Dorthe Palle Madsen (f. Pihlkjær), der er cand.mag. Han voksede op med sin far i en lejlighed på Christianshavn, hvor faderen ofte inviterede sine venner fra det københavnske kunstmiljø. Han var kostelev på Bagsværd Kostskole og Gymnasium, men hans tid dér var ikke videre lykkelig.
I 1965 giftede Knud Pedersen sig igen, med Bodil Riskær, og den sammenbragte familie flyttede til Nærum. På Nærumgårdskolen var Klaus Riskær Pedersen redaktør af skolebladet og udgav desuden digte. Han var initiativtager til en indsamling af tørmælk til fordel for børn i det krigshærgede Biafra. I 1968 startede han bladet Aktiv, uafhængigt af voksne, med økonomi baseret på sine og en vens sparepenge. I 1971, som 16-årig studerende på Holte Gymnasium, udgav han bogen Unges kig ind i finansverdenen på forlaget Gyldendal. Igennem sin barndom og ungdom fik han ofte støtte af sin mormor, og boede i perioder hos hende.
På gymnasiet var Riskær desuden en meget aktiv elevrådsformand, og etablerede i 1973 diskoteket Det Hvide Palæ. Allerede i gymnasietiden var han ofte i medierne. Desuden arbejdede han i en periode som piccolo hos et vekselererfirma, og forsøgte sig med at udbyde studielån til sine medstuderende, men modstand fra de etablerede vekselererfirmaer stoppede hurtigt denne forretning. I perioder boede han hos familien til sin veninde Florence Laraignou, hvis far var direktør og også introducerede Riskær for andre erhvervsspidser. Direktør Laraignou lod Riskær administrere en aktiepost til en værdi af 30 millioner kroner, hvilket var første gang, han fik erfaring med formuer i den størrelsesorden.

## Karriere

### Forretningsmand og Europaparlamentariker
Som 23-årig under studierne ved Handelshøjskolen i København etablerede Riskær i 1978, delvist finansieret af undervisningsminister Ritt Bjerregaards projektafdeling, tidsskriftet Børsinformation. I 1979 startede han sideløbende investeringsselskabet Krepco. Bladets aktieanalyser vakte anerkendelse, men også kontroverser, blandt andet i forhold til rygter om, at Riskær selv spekulerede i effekten af sine egne analyser på aktiekursen. Over de næste år opbyggede Børsinformation en forretning ved at analysere børsnoterede firmaers regnskaber og sælge detaljerede analyser til interesserede kunder. Børsinformations analyser førte til nogen kontrovers, især hos firmaer, der ikke brød sig om at se svagheder i deres regnskaber offentliggjort. Blandt andet udgav Børsinformation i 1979 en analyse af regnskabet for skibsværftet B & W, kort før firmaets generalforsamling, hvori Riskær beskrev deres regnskab som sminket, og selskabets fremtid som usikker.
I 1983 opkøbte Riskær en stor aktiepost på 5,3 millioner i medicinalfirmaet Ferrosan. Selskabets administrerende direktør var Asger Aamund, som blev nervøs for, om Riskærs aktiepost kunne være kontrollerende, og om han ville sælge den videre. Seks uger efter, at Riskær erhvervede aktieposten, valgte Ferrosan derfor at købe den af Riskær til 85 millioner, hvilket gav ham en personlig gevinst på 20 millioner kroner. Først senere fik Riskær at vide, hvad Aamund godt vidste under forhandlingen, nemlig at aktieposten faktisk var kontrollerende for firmaet og derfor kunne have været meget mere værd end det han fik for den.
I midten af 80'erne var Riskær medvirkende til adskillige initiativer i den danske medieverden. I 1984 var han medstifter af radiokanalen The Voice sammen med Otto Reedtz-Thott, og i 1985 den københavnske tv-station Kanal 2 (herefter TvDanmark, nu SBS-TV). Riskær udtalte senere, at "formålet med disse medieeventyr ikke først og fremmest var økonomisk, men derimod også resultat af et ideologisk ønske om at bryde DRs monopol."
Kanal 2 blev først lukket af Riskær, men mindre end en måned senere genskabte han tv-stationen, idet sendetilladelser, navnerettigheder m.m. var holdt udenfor det lukkede TV-selskab. Han genopstartede derefter tv-stationen, og dens sendetilladelser solgte han derefter til den svenske mediekoncern Esselte, der herefter genstartede Kanal 2. Esselte omdannede derefter Kanal 2 til TvDanmark, og senere til en række selvstændige TV-kanaler, der i dag drives af SBS. Over en 6-årig periode gav aftalen med Esselte et udbytte på et tre-cifret millionbeløb, og med disse midler overtog Riskær i 1986, via Krepco, det børsnoterede investeringsfirma Accumulator Invest.
I 1989 gik Riskær ind i politik og opstillede til Europaparlamentet for partiet Venstre. Under valgkampen brugte han slogans som "Bryd Janteloven!" og "Danmark kan, hvis du vil". Riskær udgav også op til valget et gratis nyhedsbrev. Senere, i 2000, blev han dømt for uretmæssigt at have overført 2,1 mio. kr. fra Accumulator Invest til at finansiere sin valgkampagne. Hans aura af succes og fandenivoldskhed gjorde ham populær blandt mange unge venstrefolk, men han var mindre populær blandt partiets gamle garde. Venstre regnede med at få valgt mindst tre kandidater, og Riskær blev partiets femte kandidat, efter spidskandidaten Niels Anker Kofoed – tredje kandidat var Lars Løkke Rasmussen. Men da listen var sideordnet, var det de personlige stemmer, der ville afgøre, hvem der i sidste ende kom ind, derfor var nogle af de andre kandidater, blandt andet Lars Løkke, irriterede over den store medieopmærksomhed omkring Riskær. Ved valget sprængte Riskær listen og blev med 57.114 personlige stemmer valgt som Venstres anden kandidat, sammen med Niels Anker Kofoed og Tove Nielsen, mens Løkke ikke opnåede valg. Han blev også én af de fem kandidater med flest personlige stemmer blandt alle partier ved valget.
Accumulator Invest forsøgte i 1988 en fjendtlig overtagelse af støvsugerproducenten Nilfisk og ejendomsselskabet Christianshavns Oplagspladser. Forsøget på at overtage Nilfisk måtte opgives efter betydelig modstand og afsluttedes med, at han solgte en betydelig aktiepost til Lønmodtagernes Dyrtidsfond og kort tid efter blev NKT Holding. Opkøbet af Christianshavns Oplagspladser blev forhindret af en alliance mellem lejerne og det oprindelige selskab. Christianshavns Oplagspladser blev senere fusioneret med Ejendomsselskabet Norden, som på det tidspunkt var et af de største ejendomsselskaber i Danmark.

### Konkurs, comeback og første dom
"Drømmen, der blev knust, var en ung generations forventninger til, at det trods alt kunne lade sig gøre...Håbet om, at man som ung menneske godt kan sikre sig sin fremtid og løse sig ud af den middelklasseslum, som det danske formyndersamfund har gjort til den tvungne hovedregel, og hvor velfærdssamfundets proselytter skal indtage hver deres position bag de anviste pladser og som medlem af de anviste foreninger. Udtrykket for, at individuel vilje, og det at ville, ville være den altovervejende forudsætning for også at vinde." 
Ved årsskiftet 1990/1991 overtog Riskær den liberale presses største bladhus, De Bergske Blade, som havde en historisk relation til partiet Venstre. Bladhuset var dengang landets 4. største bladhus med 6 dagblade i Nordvestjylland, Kolding og Hillerød, men stod uden kapital, hvorfor Riskær overtog ejerskabet.
Accumulator Invests regnskab for 1991 viste et stort underskud, og i februar 1992 indgav Riskær anmodning om betalingsstandsning for Accumulator Invest A/S, da han ikke kunne komme til rette med de banker der havde finansieret koncernen. Betalingsstandsningen udløste en konkurs for selskabet, og også for Riskærs holdingselskab Krepco Holding ApS. Riskær nåede at frasælge de Bergske blade, inden konkursen hvilket reddede deres fortsatte eksistens. Da Riskær selv havde kautioneret for bankgæld i Krepco blev han også selv erklæret personlig konkurs. I marts 1992 anmodede Fondsbørsen Finanstilsynet om at melde Accumulator Invest til politiet, fordi selskabet flere gange havde afgivet urigtige oplysninger til børsen, og samme måned indledte Bagmandspolitiet en undersøgelse om ulovligheder i Accumulator-koncernen efter at have gransket konkursboets papirer.
I 1992 udgav Riskær på eget forlag den selvbiografiske erindringsbog Manden bag Klaus Riskær, hvori han også gav sin egen beretning om Accumulator Invests konkurs. Riskær mente selv at konkursen kunne være undgået og selskabet være kommet på fode, hvis bankerne havde forlænget kreditaftalen, og han argumenterede for at tabene blev forværret af konkursboets midlertidige administrators dispositioner.
Den 4. december 1993 blev Klaus Riskær ekskluderet af sit parti Venstre, og han fortsatte derefter som løsgænger i Europa-Parlamentet. Kort efter stiftede han partiet "De liberale 2000" og forsøgte at få nok underskrifter til, at partiet kan deltage i valget til Europa-Parlamentet i 1994. 7. februar 1994 ophævede Europa-Parlamentet Riskærs parlamentariske immunitet, og den 17. marts 1994 meddelte Riskær, at forsøget på at samle tilstrækkeligt med vælgererklæringer til partiet De liberale 2000 blev opgivet.
I september 1994 grundlagde han ostebutikken "Den Glade Munk" i Charlottenlund, men allerede i januar året efter må han lukke den igen.
I 1995 grundlagde Riskær firmaet Cybercity ApS, en af Danmarks første internetudbydere, som han finansierede med to lån fra sin far, Knud Pedersen, og en personlig ven på i alt 200.000 kr. Til indtjeningen fra firmaet oprettede Riskær Familiefonden af 1. December 1997" ('Riskær-Fonden') med sin svigerfar som formel stifter. Fonden etableredes som et kreditorværn, da den personlige konkurs fra 1992 ikke var afsluttet i 2000. Riskærs personlige konkurs sluttedes først endeligt i december 2015. I 2000 solgte Riskær Cybercity A/S til Advent International i London og Lehman Brothers i USA. Salget fandt sted kun tre uger før IT-Boblen brød sammen med historisk store kursfald på IT-aktier. Salgsprisen på tidspunktet var ca. en halv milliard kroner.
I 1995 blev Riskær tiltalt for groft mandatsvig, bedrageri og skyldnersvig i forbindelse med Accumulator Invests konkurs, og året efter indledtes straffesagen og førte i første omgang til, at han af Københavns Byret i 1998 idømtes to års betinget fængsel for mandat- og skyldnersvig. Straffen skærpedes ved en ankesag af Østre Landsret i november 2000 til 2½ års betinget fængsel.

### Tilbage i rampelyset
Efter det succesfulde salg af Cybercity A/S i 2000 oprettede Klaus Riskær en stribe nye virksomheder og aktiviteter, herunder CopyGene A/S (nu StemCare A/S), der i 2003 etablerede en bank for opbevaring af navlesnorsblod til brug for senere regenerativ medicinsk indsats. Kontorhotellet Iværksætterfabrikken blev startet året efter (2004), og drives i dag som almindeligt kontorhotel af nye ejere. Året efter (2005) startedes musiktjenesten TrackTesting.com, som er under fortsat kontrol. I 2006 startedes Hjemmehjælpen ApS, der udbyder personlig pleje i flere kommuner, og i dag drives under samme navn.
Den 12. juli 2002 blev han ved en domstol i Paris i Frankrig idømt et års ubetinget og to års betinget fængsel samt en bøde på 100.000 euro for uretmæssigt at tømme det franske ejendomsselskab CIF, hvor han fra 1989-1992 var hovedaktionær og bestyrelsesformand, for 1,4 mia. kroner. Ved appelretten i Paris året efter blev straffen dog ændret til tre års betinget fængsel foruden bøden.
Riskær var i 2005 dommer i TV-serien Hyret eller Fyret på TvDanmark, hvor håbefulde iværksættere konkurrerede. Programmet var baseret på det amerikanske koncept The Apprentice, hvor Riskær i den danske version modsvarede den rolle som i den amerikanske version spilledes af Donald Trump. Serien fik lave seertal og holdt kun én sæson.
I 2006 var han idémanden bag det nye politiske 'parti' Opstillingslisten, som søgte at opstille kandidater uden fælles ideologi efter afstemninger på internettet i et forsøg på at omgå spærregrænserne for partier.

### Ny dom og afsoning
Erhvervs- og Selskabsstyrelsen undersøgte fra 2001 familiefonden, der havde modtaget betalingen for Cybercity, og konstaterede i en granskningsrapport i 2002 grove uregelmæssigheder, hvorefter Bagmandspolitiet gik ind i sagen, og fondens bestyrelse afsattes. Der rejstes tiltale mod Klaus Riskær for bedrageri, underslæb og skyldnersvig i 2005. Sagens essens var, at Riskær var under anklage for at have forsøgt at bringe fondens midler under egen kontrol. En dom ville kunne udløse den tidligere betingede fængselsstraf fra november 2000. I 2007 blev han ved byretten idømt i alt syv års ubetinget fængsel for mandatsvig og bedrageri, blandt andet fordi han havde kanaliseret pengene fra salget over i familiefonden. Ved en ankesag i Østre Landsret blev der den 4. juni 2008 afsagt en dom, hvor strafudmålingen var nedsat til seks års fængsel.
De seks år bestod af tre et halvt års fængsel for Cybercity-sagen, og to et halvt års fængsel i tillægsstraf fra den betingede dom fra sagen om Accumulator Invest i 1988-90. Samtidig blev han frataget retten til at besidde en direktørstilling eller en bestyrelsespost i virksomheder fremover. Mens Riskær accepterede dommen i Cybercity-sagen, bad han sine advokater søge Procesbevillingsnævnet om at få tillægsstraffen for Accumulator Invest-sagen indbragt for Højesteret. Det afslog procesbevillingsnævnet. Riskær afsonede sin straf i det åbne fængsel i Sønder Omme.
I 2012 supplerede Østre Landsret dommen på 6 år med 1½ års ubetinget fængsel i en sag om skyldnersvig i forbindelse med konkursen af Riskær Pedersens tidligere firma Hjemmehjælpen Aps, hvor han havde trukket ½ mio. kr. ud af konkursboet på trods af et udtrykkeligt forbud fra boets kurator. Det var en skærpelse af en byretsdom i samme sag, hvor straffen havde været et år og to måneders fængsel. Landsretten begrundede skærpelsen med beløbets størrelse og det faktum, at Riskær var en seriebedrager, der "to gange tidligere er idømt langvarige frihedsstraffe for omfattende økonomisk kriminalitet." 
Riskær blev løsladt fra fængslet i Sdr. Omme i 2013 efter at have afsonet fem års fængsel.
Under afsoningen i fængslet i Sønder Omme tilføjede Riskær yderligere en kandidatgrad til sin uddannelse (2010) ved at afslutte en cand.merc. på den engelsksprogede MIB-line på CBS. Riskær havde på dette tidspunkt en ikke-afsluttet cand.merc.-uddannelse fra 1978 i finansiering. Samtidig tilføjede Riskær to bøger til sit forfatterskab: "Ankomsten" og "Afmagt", der begge var selvbiografier, der omhandlede hans fængselsophold og de omvæltninger det gav anledning til i hans liv.

### Nye forretninger og politiske ambitioner
I 2010 stod Klaus Riskær bag stiftelsen af Reboot ApS, der af nogle tillagdes en rolle som nyt familieholdingselskab, og som er ejet af hans tre børn Christian Riskær Pedersen, Frederik Riskær Pedersen og Kristoffer Thomsen. Selskabet etableredes som kreditorværn, idet tidligere kreditorer fra 1992 forsøgte sig med en ny konkurs i 2010 som imidlertid måtte afsluttes i 2015 uden resultat. Efter 2010 deltog Klaus Riskær i flere nye projekter, der er mere netværksbaserede, og alle ejede af Reboot ApS. TrackTesting Ltd (London) er under fortsat kontrol. I 2015 indtrådte Klaus Riskær som medejer af DuoLight Technologies Ltd (Malta), der producerer den præmierede cykellygte DuoLight, og i 2016 som medejer af Nube Serena SA (Uruguay), der driver en plantage med kultivering af cannabis sativa for brug i medicinske præparater.
Riskær har også haft fornyede politiske ambitioner. I 2014 udgav han bogen Socialkapitalisme som er et opgør med hans tidligere politiske tænkning delvist motiveret af finanskrisen der viste svaghederne ved det uregulerede marked. I bogen argumenterer Riskær for at finansmarkedernes frihed i nogen grad skal underordnes sociale hensyn og samfundets bæredygtighed, og for at dette kræver nye former for beskatning og markedsregulering. I 2015 meldte Riskær sig ind i Alternativet og forsøgte at blive folketingskandidat for partiet. Efter en uges medlemskab blev han dog ekskluderet på forslag af partiets kredsbestyrelse i Københavns Omegns Storkreds, der mente, at han modarbejdede Alternativets ide- og værdigrundlag og politik. I maj 2018 henvendte Klaus Riskær Pedersen sig ifølge Kristendemokraternes formand Stig Grenov og tilbød sig som folketingskandidat for Kristendemokraterne – et tilbud, som Stig Grenov valgte ikke at svare på.

### Partiet Klaus Riskær Pedersen
I november 2018 registrerede Klaus Riskær et nyt parti, der bar hans eget navn, "Klaus Riskær Pedersen", og påbegyndte derefter indsamling af underskrifter for at blive opstillingsberettiget til Folketinget. Han lagde ikke mindst vægt på at ville ændre det danske skattesystem. Efter at have indsamlet de nødvendige underskrifter på 3-4 måneder blev hans parti officielt godkendt som opstillingsberettiget den 27. februar 2019 og fik partibogstavet E.
Under folketingsvalget i 2019 opnåede partiet dog ikke de nødvendige stemmer til at komme over spærregrænsen på 2 %. Klaus Riskjær Pedersen besluttede derfor på valgaftenen at opløse partiet.
Efterfølgende har han dog valgt at genoprette partiet under navnet Borgerlisten. Partiet håbede på at kunne stille op til næste Folketingsvalg, men i august 2021 annoncerede Riskær, at han opgav at få partiet i folketinget.

## Biografier
Om Klaus Riskær er der udgivet tre forskellige biografier:
- Klaus Riskær Pedersen[24]
- Riskær[54]
- Riskær under overfladen[55]

Filminstruktøren Christoffer Boe lavede desuden portrætfilmen Riskær: The Avantgarde Capitalist til TV 2 i 2008.

## Forfatterskab
Klaus Riskær debuterede med Unges Kig ind i Finansverdenen på Forlaget Gyldendal i 1971, 16 år gammel. Efter en personlig konkurs i 1992 udgav Riskær selvbiografien Manden bag Klaus Riskær (1992). Hans visionsprojekt for ny tid Understrøm (2008) har siden udgivelsen haft sit eget liv på nettet.
Riskær har også udgivet to bøger om afsoningen af sin fængselsdom: Ankomsten (2009) på Forlaget Gyldendal og Afmagt (2013) på Forlaget Tiderne Skifter. De to bøger fik blandede modtagelser i aviserne. Om Ankomsten skrev Berlingske, at "bogen var en fattig affære", mens Politiken i sin anmeldelse skrev: "Hele Danmarks finans-jonglør har skrevet en bog om sine første syv-otte måneder bag tremmer. Det skulle han ikke have gjort". Om efterfølgeren Afmagt skrev Politiken, at "Klaus Riskærs forvirrede fængselserindringer er fyldt med selvmedlidende klynk". Ifølge Jyllandspostens anmelder var bogen primært "...én lang anklage mod et uforstående system og mod denne verdens ”heldige”, som er dem, der tilfældigvis ikke er havnet i fængsel."
Klaus Riskærs bog Socialkapitalisme (2014) er en kritik af et kapitalistisk system i selvskabt krise, men stadig med solidt fodfæste i markedsøkonomien. Riskær gør sig her til talsmand for, at netværksøkonomi, og hvad han selv betegner som netværksdemokrati, sammen vil finde et nyt ligevægtspunkt, hvor det sociale bliver mere kapitalt, men også det kapitale mere socialt. Bogen blev anmeldt i dagbladet Information, der roste den som et "pædagogisk og intelligent forsøg på at forklare, hvorfor de frie markedskræfter ikke længere kan bære sig selv."

## Privatliv
Riskær har i alt seks børn født fra 1980'erne og frem til 2019, som han har fået med fem forskellige kvinder.
Riskær giftede sig med Anne-Mette Riskær i 1986. Parret fik to børn inden de blev skilt i 1999.
Omkring 2000-2001 havde han et forhold til en kvinde ved navn Maria Sørensen med kælenavnet Stella.
Han var gift med Jill Andersen fra 2003 til 2006.
I 2007 fik Riskær et barn med Mette Marie Thomsen, der dog ved fødslen ikke længere dannede par.
I 3 år omkring 2011 havde han kærsten Darja Pahota.
I 2013 havde han et kort forhold til Laura Petersen på under et år. Sammen fik de en datter.
I 2019 havde han fået kæresten Anna-Pia Lykke Ring. De har fået en søn sammen.
Han har også et barn med en engelsk forretningskvinde, som han kun sås med en kort overgang.
Riskær fordeler i dag sin tid på et landsted ved Præstø med et hus på 600 m2 og 14 hektar jord, en stor lejlighed på Gammel Strand i København og i Argentina med omkring 4 måneder hvert sted.

### Biografier
Selvbiografier
- Riskær Pedersen, Klaus (2013), Afmagt, Tiderne Skifter, ISBN 9788779735965
- Riskær Pedersen, Klaus (2009), Ankomsten, Gyldendal, ISBN 978-87-02-08262-3
- Riskær Pedersen, Klaus (1992), Manden Bag Klaus Riskær, eget forlag, ISBN 87-984364-0-6

Biografier
- Bull, Espen; Mynderup, John (2009) [1990], Klaus Riskær Pedersen – Fra barn til voksen, op og nedture 1955-1990, Børsens Forlag, ISBN 9788776643874
- Sass, Ulrik (2005), Riskær under overfladen, Forlaget Schultz, ISBN 978-87-609-1316-7
- Madsen, Henrik, red. (2003), Riskær, Politikens Forlag, ISBN 87-567-6851-6

Film
- Boe, Christoffer (2008), Riskær: The Avantgarde Capitalist

### Anden litteratur
- Kamp, Anders Højberg (2017), Årtiers originaler, Lindhardt og Ringhof, ISBN 978-87-11-71151-4
- Dirckinck-Holmfeld, Gregers (2016), Den nye Danmarkskrønike: Det går ufatteligt godt, vol. 2, Lindhardt og Ringhof, ISBN 9788711664254
- Dyrekilde, Birgitte (2016),  Teschl, Michael (red.), Afsløret – Jan Bonde Nielsen, Lindhardt og Ringhof, ISBN 978-87-11-32172-0
- Svaneborg, Thomas G. (2016), Kunsten at tømme en bank: – og slippe godt fra det, Art People, ISBN 978-87-7159-805-6
- Larsen, Poul Funder (2013), TV 2: 25 år med penge, politik og primadonnaer, Gyldendal, ISBN 978-87-02-14344-7
- Funch, Søren; Tüchsen, Henrik (2012), Aamund – om enspænderen, livsværket og familien, Gyldendal, ISBN 978-87-02-07350-8
- Frederiksen, Tanja; Winther Nielsen, Sigge (2010), Projekt Løkke, Gyldendal, ISBN 978-87-02-08782-6
- Hjort, Mette; Jørholt, Eva; Redvall, Eva Novrup, red. (2010), The Danish Directors 2, vol. 2, Intellect Books, ISBN 9781841502717
- Mortensen, Hans (2008), Tid til forvandling: Venstres vej til magten, Gyldendal, ISBN 978-87-02-06383-7
- Thomas, Alastair H. (1990), "Denmark",  i Lodge, Juliet (red.), The 1989 Election of the European Parliament, Palgrave Macmillan, ISBN 978-1-349-10893-0